# 810-ті до н. е.

## Події
814 рік до н. е. — Традиційна дата заснування Карфагену тірською царівною Дідоною.

## Правителі
- фараони Єгипту Шешонк III (ХХІІ династія) та Петубастіс I(ХХІІІ династія);
- цар Араму Газаїл;
- цар і цариця Ассирії Шамші-Адад V і  Шаммурамат;
- царі Вавилонії Мардук-закір-шумі I, Мардук-балашу-ікбі, Баба-ах-іддін;
- цар Ізраїлю Єгу та Йоахаз;
- цар Юдеї Йоас;
- цар Тіру Пігмаліон;
- царі Урарту Ішпуїні, Менуа;